# 2021年美國
|        | 美國歷史 \| 美國歷史年表                                                                                                   |
| 世紀： | 20世紀美國 \| 21世紀美國 \| 22世紀美國                                                                                     |
| 年代： | 1990年代美國 \| 2000年代美國 \| 2010年代美國 \| 2020年代美國 \| 2030年代美國 \| 2040年代美國 \| 2050年代美國               |
| 年份： | 2017年美國 \| 2018年美國 \| 2019年美國 \| 2020年美國 \| 2021年美國 \| 2022年美國 \| 2023年美國 \| 2024年美國 \| 2025年美國 |
| 紀年： | 美国独立245周年 |

2021年美國，指的是美國在2021年的時局變化。

## 聯邦政府

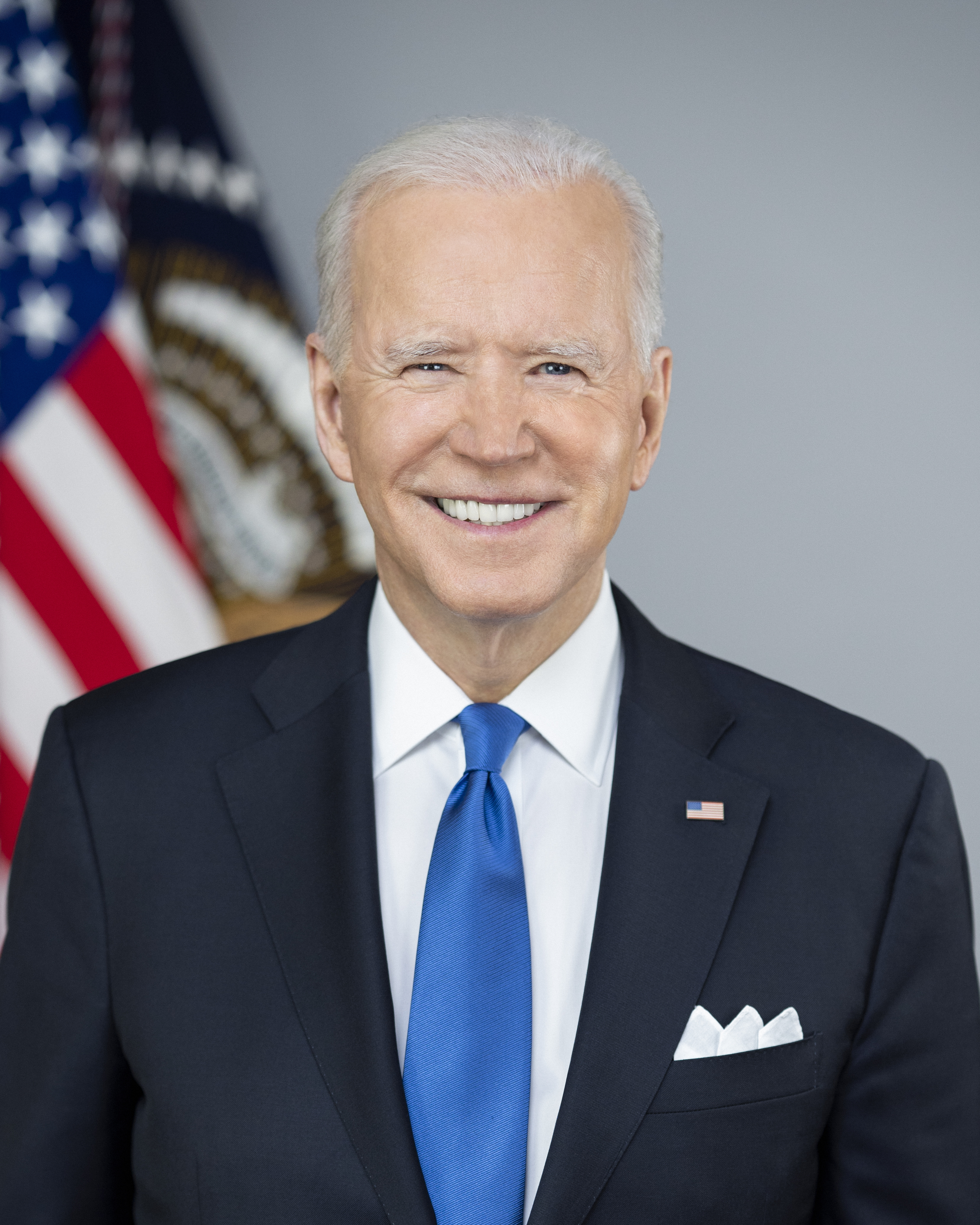
總統：乔·拜登
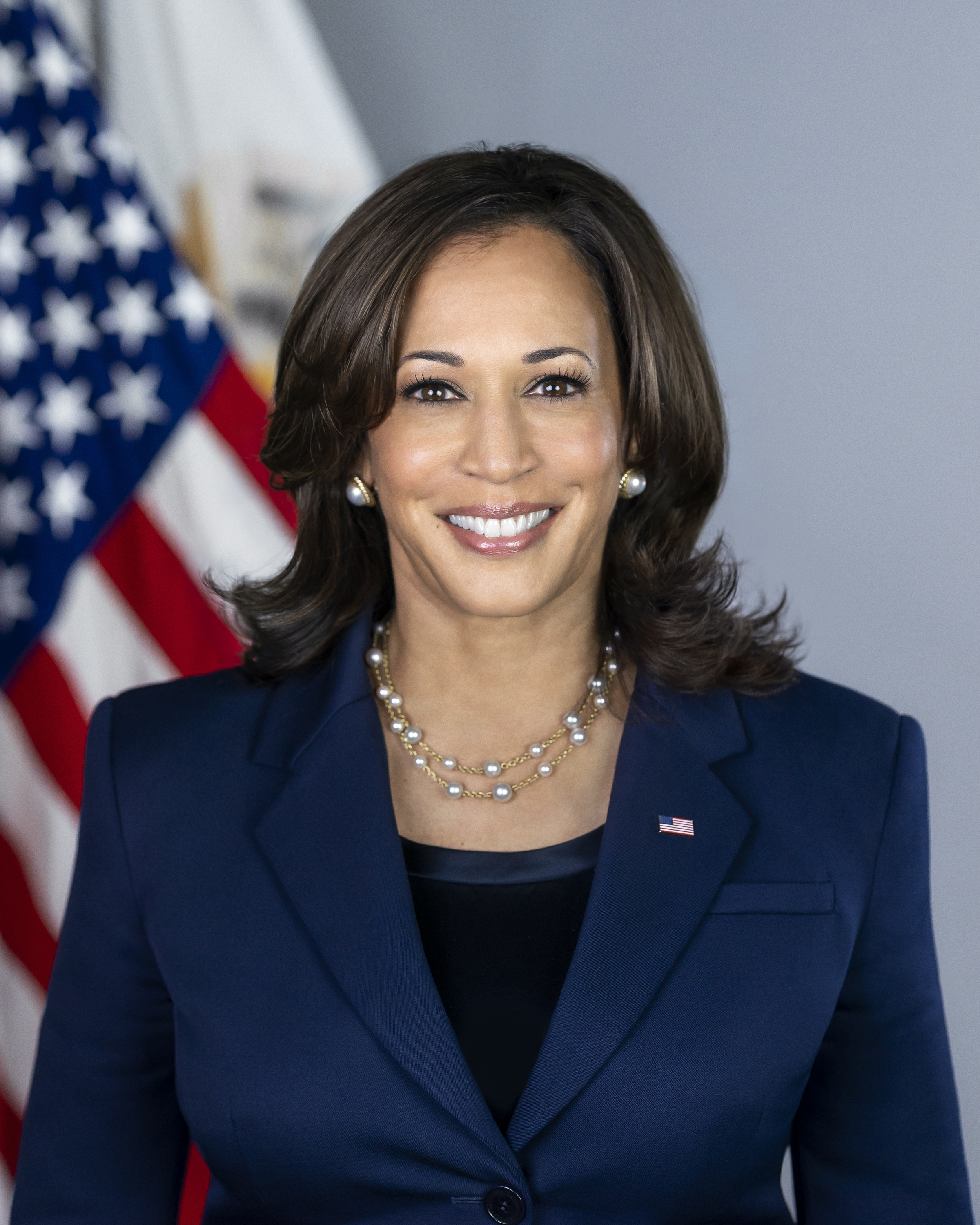
副總統兼參議院議長：賀錦麗
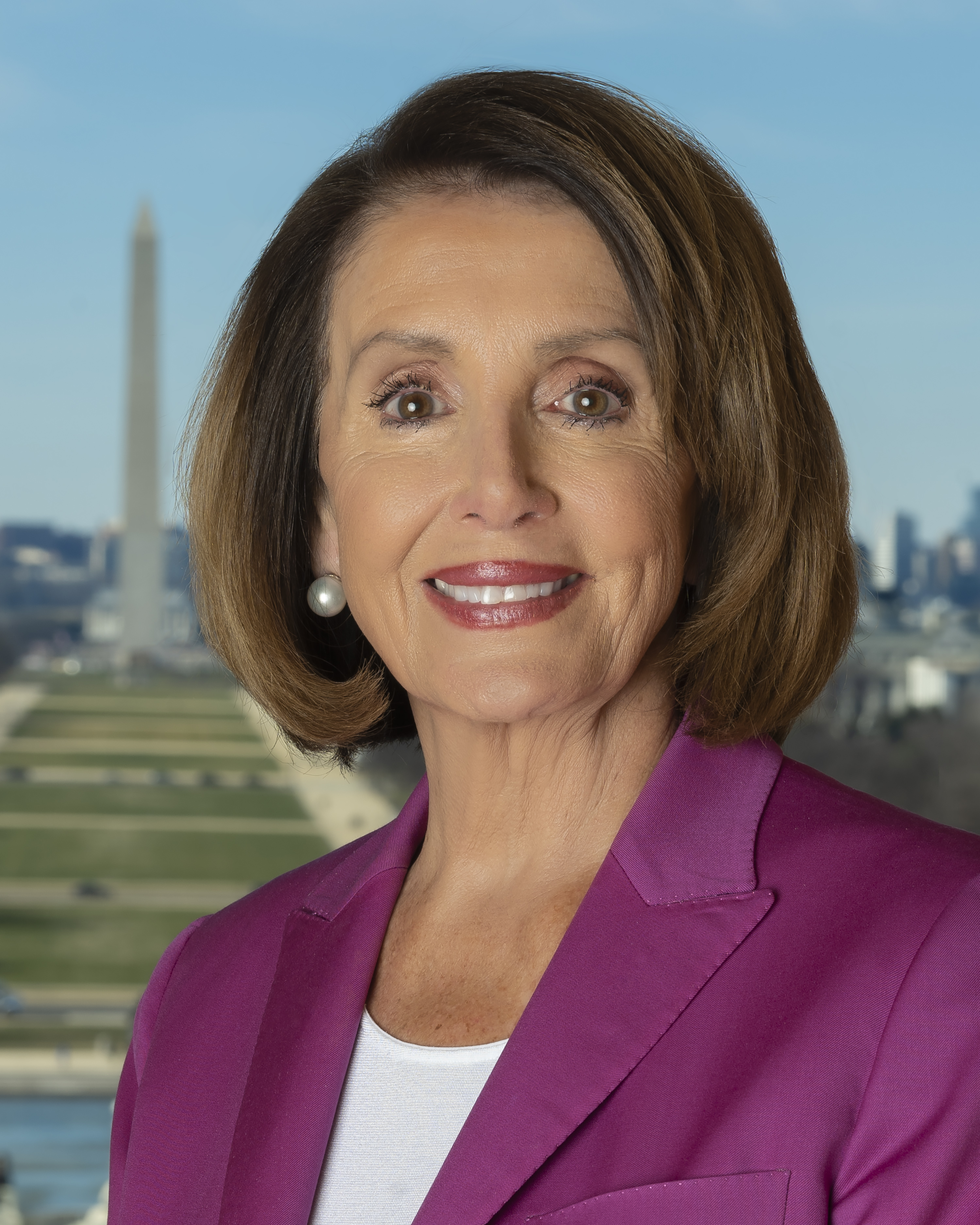
眾議院議長：南希·佩洛西
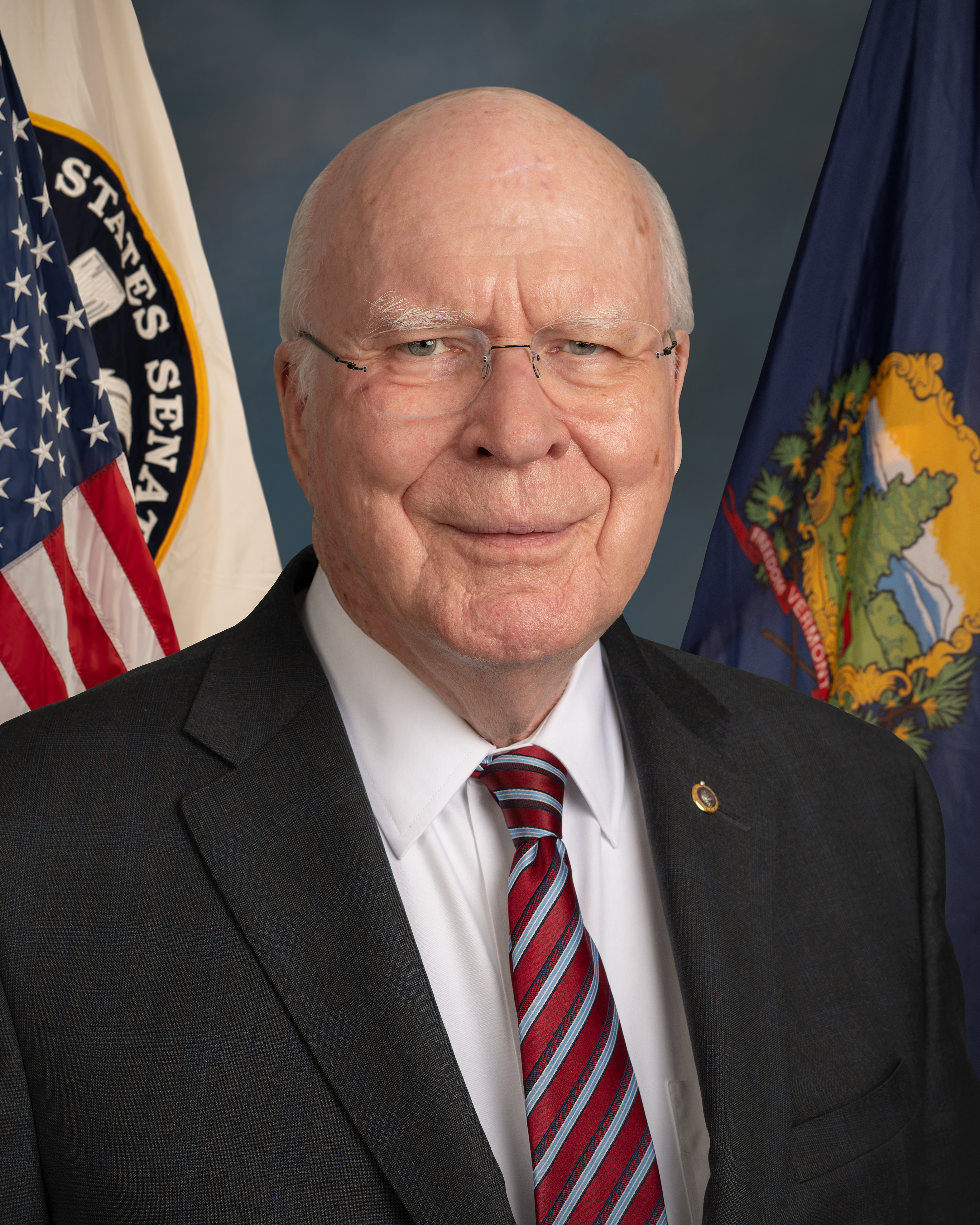
參議院臨時議長：派屈克·萊希
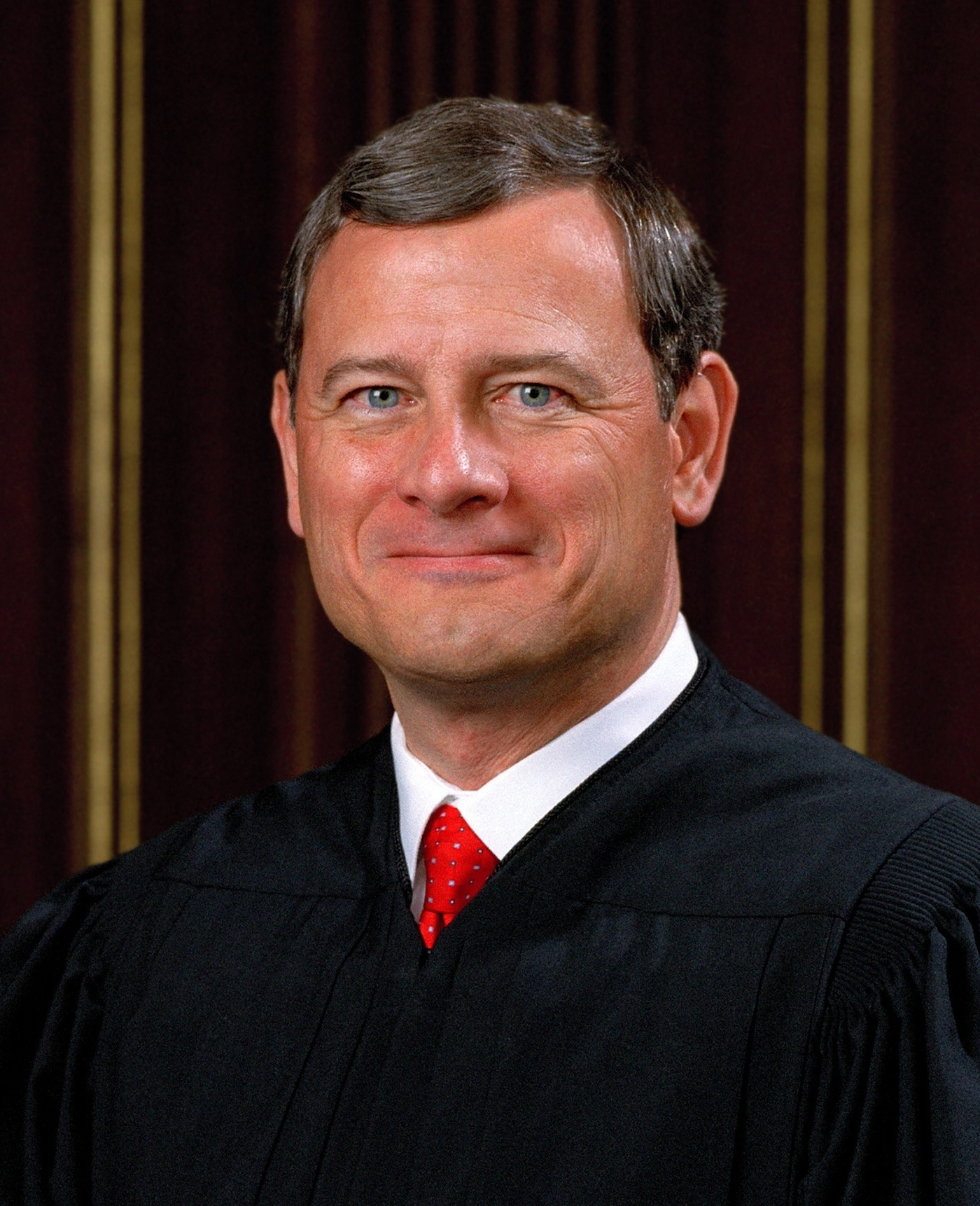
首席大法官：約翰·羅伯茨

### 成員變動

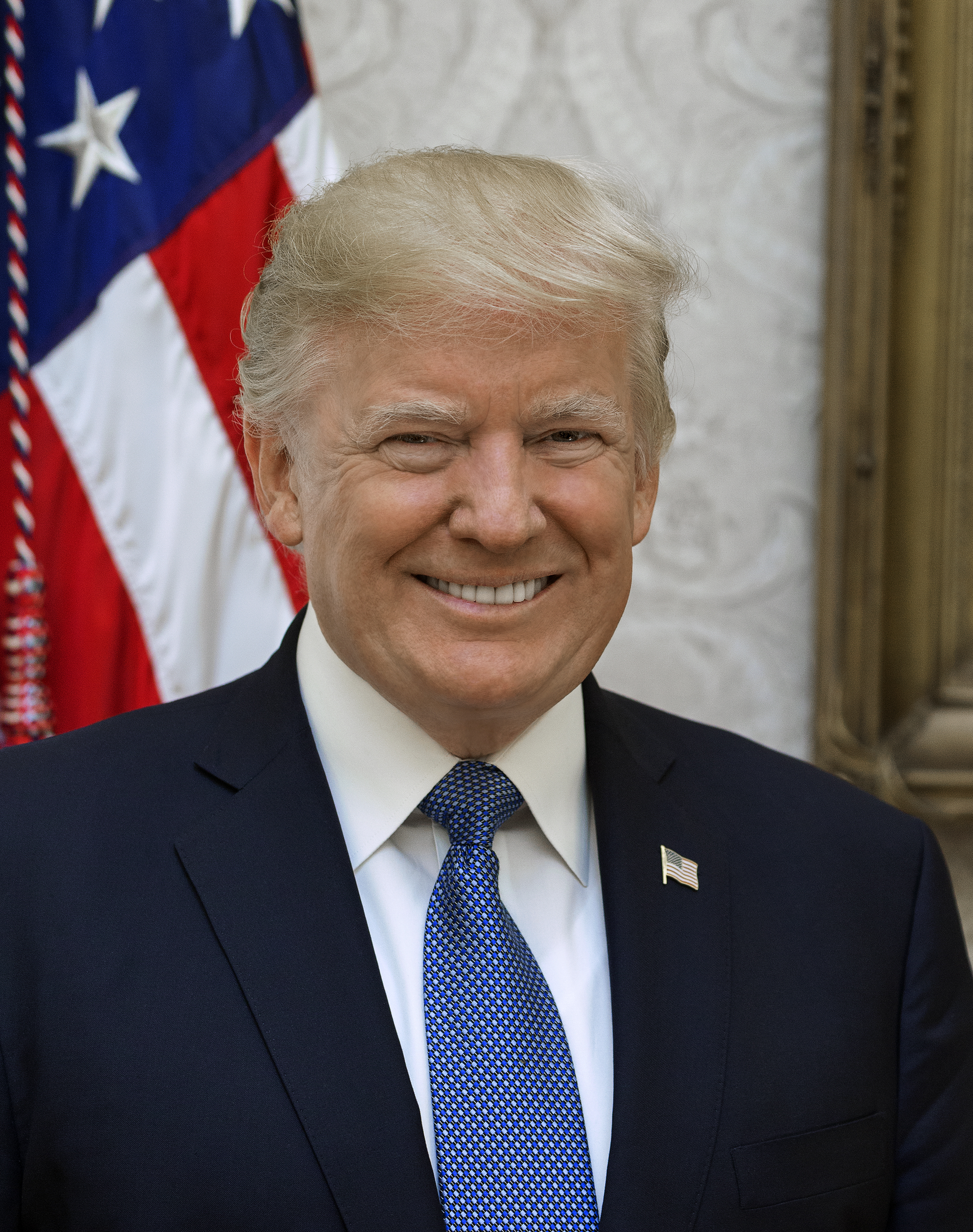
總統：唐納·川普（任期屆滿）
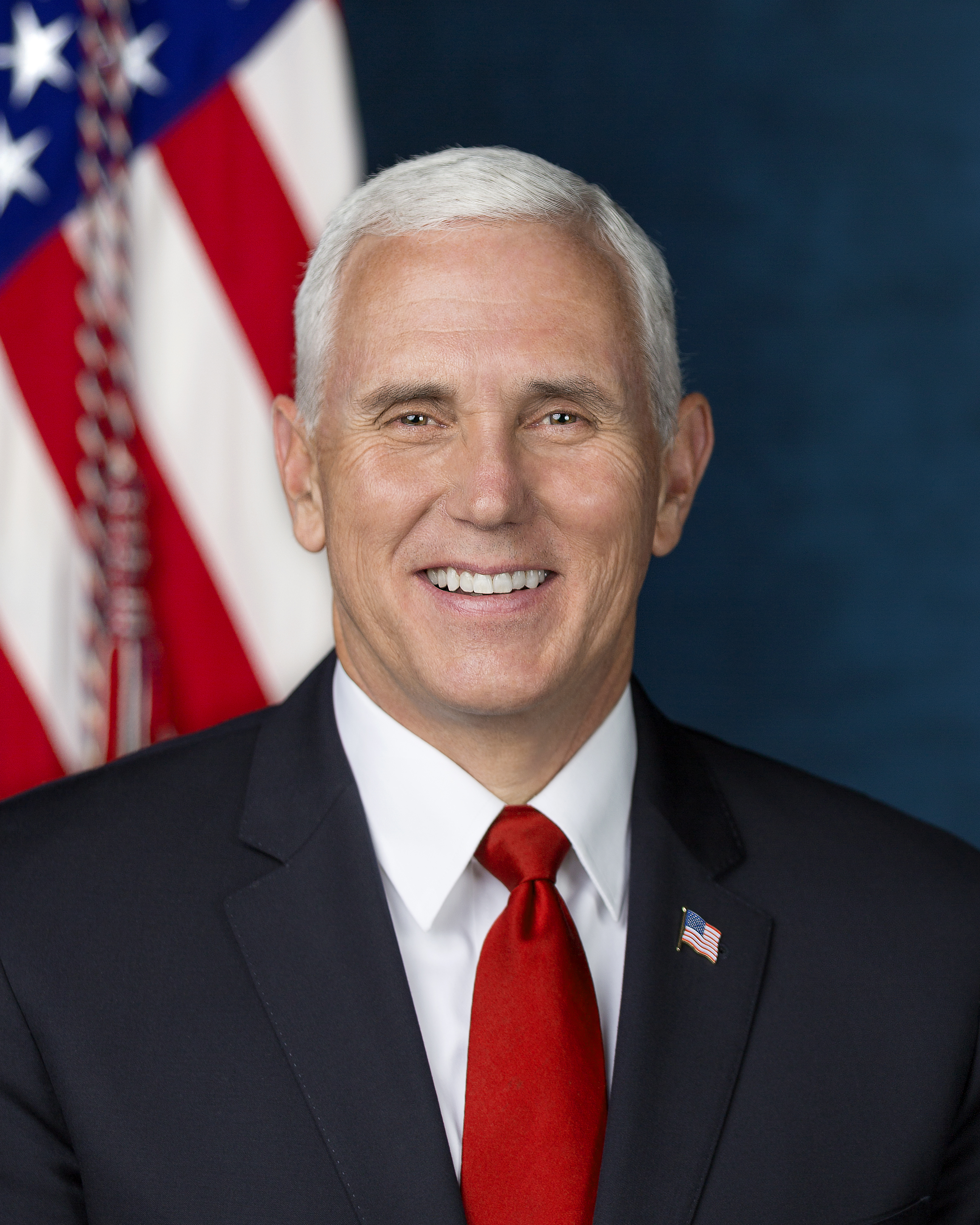
副總統兼參議院議長：迈克·彭斯（任期屆滿）
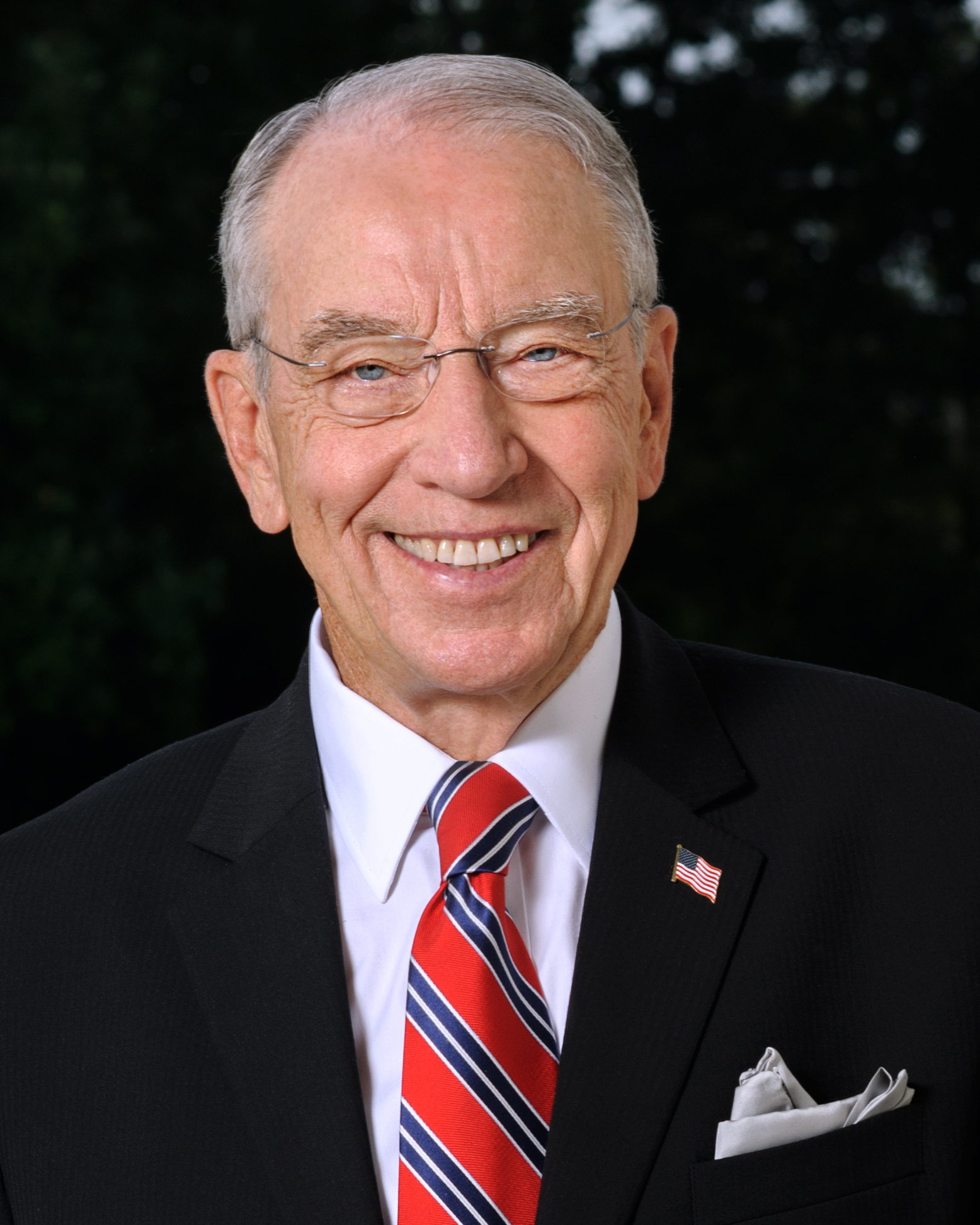
參議院臨時議長：查克·葛雷斯利（任期屆滿）

## 大事时序

### 1月
- 1月1日，
  - 蒙大拿州成为美国第13个将休闲用大麻合法化的州份[1]。
  - 2019冠状病毒病病例数突破2000万[2]。
  - 参议员以81比13的比分通过《国防授权法》，首次推翻特朗普任期内动用的否决权[3]。
- 1月2日，将直接补助金从600美元提升到2000美元的《CASH法（英语：CASH Act）》在国会未获通过后，参议院多数党领袖米奇·麥康諾及众议院议长南希·佩洛西的住所遭人破坏[4][5]。
- 1月3日，《华盛顿邮报》公布录音，曝光特朗普总统敦促乔治亚州州务卿（英语：Georgia Secretary of State）布拉德·拉芬斯佩格改变大选结果的丑闻[6][7]。
- 1月4日，骄傲男孩主席恩里克·塔里奥承认在2020年11月华盛顿特区的一场抗议活动中破坏财产[8]。隔日向法庭作担保（英语：recognizance）后获释，但被要求离开华盛顿等候审讯[9]。
- 1月5日，
  - 乔治亚州举行国会参议院补选（英语：2020–21_United_States_Senate_election_in_Georgia），凯莉·洛夫勒对阵拉斐尔·沃诺克，大衛·珀杜对阵乔恩·奥索夫。
  - 特朗普签署行政令，禁用支付宝、微信支付和腾讯QQ等八款中国软件的支付系统[10]。
- 1月6日至7日，
  - 2020年美国总统选举选举人团票点算（英语：2020 United States presidential election Electoral College count）当天，国会大厦遭总统特朗普支持者闯入，造成国会议员暫停會議。至少52人被捕，4人死亡，14名警察受伤[11]。国会随后重新召开会议，于翌日凌晨正式确认乔·拜登为下任美国总统[12]。特朗普在Twitter和Facebook设立的社交媒体账号因向袭击国会人士发话被封号，其中Facebook更将旗下Instagram等公司的特朗普账号封停至他结束任期[13]。
  - 在点票过程中，参议员泰德·克鲁兹和众议员保羅·戈薩拉否决了亚利桑那州的点票结果，是自2004年众议员斯蒂芬妮·塔布斯·琼斯（英语：Stephanie Tubbs Jones）和参议员芭芭拉·柏克瑟反对乔治·沃克·布什在俄亥俄州击败約翰·福布斯·凱瑞的结果以来，选举人团点票结果首次因有議員提出反對而需要進行表決[14][15]。结果确认后，特朗普承诺“有序移交”权力给拜登[16]。
- 1月7日，
  - 伊隆·马斯克凭借1850万亿美元的净资产，超越杰弗里·贝索斯，位居全球富豪榜第一位[17][18]。
  - 教育部长贝琪·德沃斯就特朗普参与1月6日国会暴动辞职[19]。
- 1月8日，
  - 各科技公司就国会大厦遭冲击事件清理极端主义内容。Google从移动应用程序商店Google Play Store下架社交媒体服务Parler[20]，苹果公司次日也从App Store下架该应用[21]，亚马逊公司10日停止为该服务提供云计算服务[22]。
- 1月9日，特朗普政府解除长久以来台湾和美国官员沟通的限制[23]。
- 1月11日，众议院共和党人正式二度启动弹劾总统特朗普的进程，指控他煽动叛乱[24]。
- 1月12日，司法部召开新闻发布会，宣布已立案调查170名参与冲击国会大厦的人士，目前有70人被起诉，预计这一数字会增至“数百人”，其中被控煽动叛乱的多名人士会面临最高20年的刑期[25]。
- 1月13日，
  - 联邦政府在特雷霍特美国联邦监狱（英语：United States Penitentiary, Terre Haute）对谋杀犯丽莎·玛丽·蒙哥马利（英语：Lisa Marie Montgomery）执行死刑，是美国政府近70年首次处决女囚犯[26]。
  - 众议院以232比197的比数同意第二次弹劾特朗普，特朗普由此成为时尚第一位被二度弹劾的总统[27]。
  - 前密歇根州州长（英语：Governor of Michigan）里克·斯奈德被控两项故意疏忽指责罪。在弗林特用水危机期间，当地居民因使用受污染的水，患上军团病。前卫生局长尼克·里昂（Nick Lyons）也将面临多项指控[28][29]。
- 1月14日，
  - 德州成为首个获2019冠状病毒病疫苗100万支配给的州份[30]。
- 1月15日，美国全国步枪协会宣布就美国破产法第十一章申请破产，计划在德州重组[31]。
- 1月16日，
  - 达斯汀·希格斯成为特朗普政府处决的最后一位（第13名）囚犯[32]。
  - 当选总统拜登宣布将白宫科學和技術政策辦公室升格为内阁职务，提名埃里克·兰德担任主任。若该提名获参议院通过，它将是美国内阁史上首位生物学家[33]。
- 1月17日，联邦调查局通缉在国会冲击事件中盗走南茜·佩洛西笔记本电脑，将其出售给俄罗斯情报部门的22岁女子莱利·朱·威廉姆斯（Riley June Williams）[34]。
- 1月18日，
  - 候选副总统贺锦丽辞任参议员，前加州州务卿亚历克斯·帕迪利亚接任，他将是加州的首位拉丁裔参议员[35]。
  - 1776委员会发表《1776报告》，被历史学家批“伪历史”[36]。
- 1月19日，
  - 全国2019冠状病毒病死亡人数突破40万[37]。
  - 特朗普在任最后一天赦免（英语：List of people granted executive clemency by Donald Trump）100多人[38]。
  - 前纽约州法院首席行政管理局（英语：Chief Administrator of the Courts）雇员布伦丹·亨特（Brendan Hunt）在纽约皇后区被联邦调查局逮捕。他曾于12月6日至1月12日间在社交媒体呼吁公开处决国会议员[39]。
- 1月20日，
  - 2021年美国总统就职典礼举行[40]。
  - 总统拜登签署任内首批首批行政命令（英语：List of executive actions by Joe Biden），撤回特朗普政府的多项决定，包括重新加入巴黎协定和世界卫生组织、废除2017年推出的旅行禁令、停止拨款兴建美墨边境墙、吊销拱心石XL输油管线的许可[41]。
- 1月22日，休闲用大麻正式在亚利桑那州上市。
- 1月24日，NFL2020赛季（英语：2020 NFL season）结束，坦帕湾海盗以31比26的历史性赛果击败绿湾包装工，成为超级碗史上首支主场作战的NFL球队[42]。
- 1月25日，
  - 主权投票系统公司起诉前总统特朗普私人律师鲁迪·朱利安尼，指控他在2020年美国总统选举大规模散播对该公司的谣言[43]。
  - 拜登撤回禁止跨性别人士参加的命令[44]。
  - 明尼苏达州报道美国首个SARS-CoV-2巴西病毒株B.1.1.248譜系的病例，患者是曾到访巴西的双子城居民[45]。
- 1月26日，
  - 哥伦比亚特区代理检察官迈克尔·R·舍温（英语：Michael R. Sherwin）宣布已确认400名参与国会大厦暴动的嫌疑人，其中135人被检控[46]。
  - 拜登政府宣布购买2亿剂疫苗[47]。
- 1月27日，
  - 拜登签署一连串应付全球变暖的行政命令，包括暂停租借公有土地石油及天然气、联邦车队采用全电动车辆、海上风力发电量到2030年增加一倍[48]。
  - 涉嫌绑架密歇根州州长格雷琴·惠特默的14人团伙中有1人认罪，同意作为污点证人，在庭上作证指控同伙。他预计会在7月8日获刑[49]。
  - 游戏零售商游戏驿站股票被轧空后，估价飙升历史最低值900倍后，多家投资基本损失惨重[50]。事件发生后，美国金融服务公司罗宾汉限制游戏驿站等多家公司在平台上交易，遭到网民讨伐。国会众议员亚历山德里娅·奥卡西奥-科尔特斯、拉希达·特莱布及参议员泰德·克鲁兹呼吁调查，Reddit子版華爾街賭場的用户提请集体诉讼[51]。

### 2月
- 2月1日至2月，美国东北部遭遇暴风雪侵袭（英语：January 31 – February 3, 2021 nor'easter），部分地区降雪近3英尺（0.91）[52]。
- 2月1日，
  - 演员伊雯·瑞秋·伍德自爆年少时被歌手瑪麗蓮·曼森诱拐，多年来一直被对方侵犯。随后又有四名女性指控曼森对她们实施性侵犯、心理虐待、胁迫、暴力和恐吓[53]。受此影响，玛丽莲·曼森被唱片公司Loma Vista Recordings（英语：Loma Vista Recordings）解聘，其参演的两部电视剧《美国众神》和《鬼作秀》删除了他的戏份[54][55]。
  - 俄勒冈州第110号选民提案生效，俄勒冈州成为全美首个持有少量非法药品无罪的州分[56]。
  - 截至当天，228名参与国会大厦冲击事件的人士遭起诉[57]。
- 2月2日，
  - 佛罗里达州森赖斯爆发警匪枪战，联邦调查局探员前往一名嫌犯的家中搜查时，与嫌犯交火，造成2名探员死亡，3人受伤。随后嫌犯将自己锁在家中，最终吞枪自杀[58]。事件是联邦调查局自1986年迈阿密枪战以来，死伤最严重的事件[59]。
  - 参议院以50比49的比数通过预算决议，民主党无需共和党支持，便可以批准总统拜登发放19万亿美元的救济金[60]。
  - 杰弗里·贝索斯辞任亚马逊公司CEO，由安迪·賈西接任[61]。
- 2月4日，
  - 众议院以230比199的比数，正式撤销乔治亚州共和党众议员马乔丽·泰勒·格林在教育（英语：United States House Committee on Education and Labor）和预算（英语：United States House Committee on the Budget）委员会的职务。此前，马乔丽曾发表关于2018年佛罗里达校园枪击案和桑迪胡克小学枪击案的不当言论，并呼吁暴力对付民主党人[62]。
  - Smartmatic（英语：Smartmatic）起诉福斯新闻频道母公司福斯公司及其主持人卢·罗布斯（英语：Lou Dobbs）、珍妮·皮罗（英语：Jeanine Pirro）和玛丽亚·巴蒂罗姆，以及节目常客、前总统特朗普律师鲁迪·朱利安尼和西德尼·鲍威尔诽谤，索赔27亿美元，理由是他们是2020年美国总统选举结束后散播阴谋论（英语：Attempts to overturn the 2020 United States presidential election#Conspiracy allegations）[63]。
- 2月5日，乔治亚州共和党籍众议院路易·戈莫特、德克萨斯州众议院路易·戈莫特因拒绝在进入众议院议事厅前接受金属探测器检查，被罚款5000美元[64]。
- 2月7日，
  - 第五十五届超级碗落幕，坦帕湾海盗31比9击败堪萨斯城酋长，成为自2010年绿湾包装工以来首支赢得超级碗的外卡球队，也是首支主场作战获胜的球队[65] 。
  - 德克萨斯州共和党籍众议院罗恩·赖特感染2019冠状病毒病去世，是国会首位因该病去世的现任议员[66]。
- 2月8日，原定于去年7月1日生效、将休闲大麻合法化的南达科他州宪法修正案A被大法官克里斯蒂娜·克林格裁定违宪[67]。
- 2月9日，第二次特朗普弹劾案开始审理[68]。最终，参议院的投票出现57票支持、43票反对的结果，距离总票数二分之三的定罪门槛还差10票，故特朗普获得赦免[69]。
- 2月11日，
  - 拜登总统中止特朗普在美墨边界修墙时引用的国家紧急状态[70]。
  - 德克萨斯州沃斯堡35W州际公路（英语：Interstate 35W (Texas)）发生连环车祸，至少9人死亡，133辆车受损[71]。
- 2月12日，参议院投票一致同意向在1月份国会冲击事件中保护参议院议事厅的国会警察尤金·古德曼（英语：Eugene Goodman (police officer)）颁发国会金质奖章[72]。
- 2月15日，
  - 德克薩斯州的供電系統因為沒有就應對極端寒冷天氣進行升級，導致全州發生持續多日的大規模停電，事件導致最少30人死亡[73]。
  - 众议院议长南茜·佩洛西宣布将参照九一一委员会，针对1月6日国会暴动成立类似的调查委员会[74]。
- 2月17日，
  - 北达科他州确诊首例感染严重急性呼吸系统综合征冠状病毒2英国变种VOC-202012/01的病例[75]。
  - 新泽西州大西洋城爆破已废弃的特朗普广场赌场酒店（英语：Trump Plaza Hotel and Casino）[76]。
- 2月18日，
  - 国家航空航天局宣布毅力号火星探测器成功抵达火星[77]。
- 2月19日，美国时隔107天重新加入巴黎协定[78]。
- 2月22日，
  - 新泽西州州长菲尔·墨菲正式签署2020年新泽西州1号公投案（英语：New Jersey Public Question 1）所推动的法律修正案，新泽西州正式成为美国第14个将休闲用大麻合法化的州份[79]。
  - 最高法院最终否决前总统特朗普隐藏财务纪录的申请，要求其会计师向纽约检察官递交其个人税务等纪录[80]。
  - 主权投票系统以诽谤罪起诉迈克·林德尔（英语：Mike Lindell），索偿13亿美元补偿金，理由是他在2020年大选期间散播该公司的谣言[81]。
  - 全美2019冠状病毒病死亡人数超50万，总统拜登下令全国降半旗致哀五天[82][83]。
- 2月23日，高尔夫冠军老虎伍兹因车祸严重负伤，在海港–加州大學洛杉磯分校醫學中心紧急接受手术治疗[84]。
- 2月24日，强生公司的2019冠状病毒病疫苗Ad26.COV2.S获食品药品监督管理局批出的紧急使用授权。该疫苗单剂有效率达66%，可在一般条件下储存，无需特制冰箱[85]。
- 2月25日，美国政府掌握5000多万支新冠疫苗[86]。
- 2月26日，华盛顿州最高法院裁定该州的持有毒品重罪法律违反宪法，该州成为继俄勒冈州后第二个将持有毒品除罪的州分[87]。
- 2月27日，
  - 众议院通过拜登总统提出的1.9万亿美元新冠病毒救济计划《美国救援方案》，法案其后将交由参议院表决[88]。
  - 弗吉尼亚州成为美国第14个将成人使用大麻除罪化的州分，相关法律将于2024年生效[89]。

### 3月
- 3月2日，
  - 加州因皮里尔县发生连环车祸，13死，13伤[90]。
  - 德克萨斯州州长格雷格·阿博特不顾疾控中心的警告，解除该州的口罩强制令，允许所有企业于3月10日全面恢复营业[91]。
- 3月6日，参议院通过《2021年美国救援方案法》[92]。
- 3月8日，
  - 密苏里州参议员罗伊·布伦特宣布2022年不竞逐连任[93]。
  - 涉嫌杀害非裔男子乔治·弗洛伊德的前警察德里克·肖万出庭受审[94]。
- 3月10日，
  - 美国众议院以220票支持，211票反对的比分，通过19亿美元的经济刺激法案《2021年美國救援方案法》。法案于翌日交由总统拜登签署[95]。
  - 原计划于7月1日将药用大麻除罪化的2020年南达科他州宪法修正案A遭下级法院法官阻截后，为该法案辩护的律师向南达科他州最高法院（英语：South Dakota Supreme Court）递交理据[96]。
  - 由于南达科他州参众两院就药用大麻除罪化的法律产生意见分歧，该法律生效日期从2021年7月推迟到2022年1月[97]
- 3月12日，
  - 去年五月遇害男子乔治·弗洛伊德接受明尼阿波利斯警方提出的2700万美元赔偿，双方达成和解[98]。
  - 美国管理1亿剂2019冠状病毒病疫苗[99]。
- 3月14日至15日，科罗拉多州遭遇暴风雪侵袭，录得24.1英寸（61）的大雪，打破1982年23.8英寸（60）的纪录，是丹佛有史以来第四强的雪暴，也是该市自2003年（31.8英寸（81））以来最强的一次。数千户居民面临停电，部分人士在道路封闭后在车上过夜[100]。怀俄明州夏延和拉勒米山脉（英语：Laramie Mountains）分别录得31英寸（79）和52.5英寸（133）的纪录[101]。
- 3月15日，佛州彭布羅克派恩斯有小型客机坠毁，3人死亡，1人受伤[102]。
- 3月16日，亚特兰大都会区三家水疗会爆发连环纵欲枪击案，8人死亡，1人受伤。嫌犯当天晚些时候于亚特兰大南部150公里处被捕，面临八项谋杀罪和一项重罪[103][104]。
- 3月17日，美国国家税务局宣布纳税日（英语：Tax Day）的截至日期推迟到5月17日[105]。
- 3月20日，路易斯安那州举行国会第5选区补选（英语：2021 Louisiana's 5th congressional district special election），卢克·莱特洛遗孀朱莉娅·莱特洛击败民主党对手坎迪·克里斯托弗（Candy Christophe）[106]。
- 3月22日，科罗拉多州波德市一家金苏柏超级超市爆发枪击案，造成10人死亡，是该州史上伤亡人数第三惨重的枪击案，仅次于13死24伤的1999年科倫拜校園事件，以及12死70伤的2012年奥罗拉枪击事件。21岁枪手艾哈迈德·艾萨（Ahmad Al Issa）被警方开枪击中腿部后，遭到场逮捕。
- 3月25日，
  - 亚拉巴马州爆发龙卷风，5人死亡，多间民居受损，数千户停电[107]。
  - 北达科他州参议院以10票支持、37票反对的结果，否决将休闲用大麻合法化的法案[108]。
- 3月26日，新泽西州修改酒精大麻法律，允许警方将未成年人首次违法吸食大麻的行为告知家长或监护人。该州上个月将大麻合法化，却禁止实行未成年人首犯通知措施，引起强烈反对[109]。
- 3月29日，
  - 被指跪死46岁黑人男子乔治·弗洛伊德的前警察德里克·肖万在明尼苏达州出庭受审[110]。
  - 经过为期三天的初步聆讯，法官要求三名被控密谋绑架密歇根州州长格雷琴·惠特默的男子出庭受审。其中两名被告的恐怖主义威胁控罪被撤销[111]。
- 3月30日，
  - 纽约州议会一致通过休闲用大麻合法化的法案，该法案于次日由州长安德鲁·库默签署，纽约州成为全美第15个休闲用大麻合法化的州份[112]。
- 3月31日，
  - 加利福尼亚州橙市一写字楼爆发2021年加州橙市枪击案（英语：2021 Orange, California office shooting），4人遇害，2人受伤，伤者包括嫌犯[113]。
  - 拜登总统宣布启动2兆亿美元的基建计划[114][115]。
  - 随着州长格雷格·吉安福尔特签署法案，蒙大拿州成为第13个禁止兴建庇护城市的州份[116]。

### 4月
- 4月2日，
  - 国会大厦遭遇恐怖袭击。一名男子驾车撞击宪法大道的障碍物后离开车辆，持匕首刺伤两名警察，其中一名送医院后伤势过重身亡。嫌犯被国会警察当场击毙[117]。
  - 疾病控制与预防中心表示全美超过1亿人接种第一支2019冠状病毒病疫苗[118]。
- 4月6日，阿肯色州成为全美首个禁止为跨性别青年进行整形、激素及青春期阻滞剂手术的州份[119]。
- 4月7日，南卡罗来纳州石山发生枪击案（英语：2021 Rock Hill shooting），犯案的前NFL球员菲利普·亞當斯随后自杀[120]。
- 4月9日，
  - 拜登总统请求国会于2022年批准一项1.5万亿美元的联邦支出计划，其中公共卫生及科研经费的大量增加[121]。
  - 众议院道德委员会（英语：United States House Committee on Ethics）宣布调查佛罗里达州共和党籍众议院馬特·蓋茨性行为不端和联邦人口贩运的行动[122]。
- 4月11日，明尼阿波利斯布鲁克林中心（英语：Brooklyn Center, Minnesota）男子丹特·莱特遭警方截停击毙，引起当地出现暴动，40人被捕[123][124]。示威活动扩散到邻近地区及其他城市，远至俄勒冈州波特兰[125]。
- 4月12日，微软斥资200亿美元收购人工智能公司Nuance Communications，是继2016年收购领英后的第二大收购[126]。
- 4月15日，美國前參議員克里斯多夫·杜德率領的跨黨派代表團在台北受到蔡英文總統接見，這是拜登出任美國總統後首次訪台的美國高層代表團。此次代表團訪台是應拜登總統請求進行，亦是拜登對台灣及其民主承諾的信號。[127]陶德表示拜登政府支持台灣積極投入自我防衛，也會尋求進一步深化美台之間的經濟聯繫。[128][129]
  - 芝加哥公开警察在暗巷枪杀13岁少女亚当·托雷多（英语：Killing of Adam Toledo）[130]。
  - 印第安纳州首府印第安纳波利斯一联邦快递设施爆发大规模枪击事件，包括枪手在内的9人死亡，7人受伤[131]。
- 4月16日，美国共和党籍众议员马乔丽·泰勒·格林和保羅·戈薩拉正在成立“美国优先党团”（America First Caucus）[132][133]，被其他共和党党员批评[134]。
- 4月20日，前明尼阿波利斯警察局（英语：Minneapolis Police Department）警察德里克·肖万被裁定谋杀黑人男子乔治·弗洛伊德罪名成立，刑期将在八个星期内公布。[135]
- 4月22日，拜登总统宣布到2030年将减少温室气体排放量（英语：Greenhouse gas emissions by the United States）减少到2005年水平的一半[136]。
- 4月24日，2021年路易斯安那州国会第二选区补选（英语：2021 Louisiana's 2nd congressional district special election）举行，民主党籍的特洛伊·卡特（英语：Troy Carter (politician)）大比分胜出，填补众议院塞德里克·里士满（英语：Cedric Richmond）辞职担任拜登总统顾问兼公共联络处（英语：Office of Public Liaison）主任所遗留的空缺[137]。
- 4月28日，拜登总统在上任第100天前夕于国会发表联席会议演讲[138]。

### 5月
- 5月1日，德克萨斯州拉伯克通过禁止堕胎的投票，成为全美最大的禁止堕胎城市[139][140][141]。
- 5月4日，美國商務部向台灣積體電路製造等台灣公司施壓，要求他們短期内滿足美國汽車製作商的芯片需求[142]。
- 5月5日，南卡罗来纳州新增行刑队枪决的处决手段，是继密西西比州、俄克拉荷马州和犹他州后第四个增加该处决手段的州份[143]。
- 5月7日，黑客组织DarkSide向德克萨斯州休斯敦的输油管道殖民管道发动勒索软件网络攻击，美国东海岸石油供应受此影响，直至5月14日才恢复正常[144]。
- 5月9日，科罗拉多州科罗拉多斯普林斯一生日派对爆发枪击案，包括枪手在内的7人死亡[145]。
- 5月10日，疾病控制与预防中心采纳食品药品监督管理局向12岁至15岁青少年接种辉瑞－BioNTech 2019冠状病毒病疫苗的建议[146][147]。
- 5月13日，疾病控制与预防中心修改新冠肺炎健康指引，全程接种疫苗的民众大部分情况下无需佩戴口罩[148]。
- 5月14日，田纳西州州长比尔·李签署公立学校“卫生间法案”，禁止跨性别学生及教职员工依照个人性别认同使用卫生间[149]。
- 5月17日，
  - 马特·盖茨前助理乔尔·格林伯格（英语：Joel Greenberg (politician)）对六项性贩卖指控表示认罪[150]。
  - 美国最高法院同意受理密西西比州针对堕胎权的案件多布斯诉杰克逊妇女健康组织[151]。
- 5月24日，
  - 美国国务院鉴于疫情形势，对日本发布旅行警示[152]。
  - 肯塔基州共和党籍参议员兰德·保罗在家收到一个可疑包裹，联邦调查局和美国国会警察正在调查案件[153]。
- 5月25日，
  - 非洲裔男子乔治·弗洛伊德遇害一周年之际，全美各地爆发大规模示威。纽约市市长参选人肖恩·多诺万在荷兰隧道出席抗议，遭到逮捕[154]。
  - 曼哈顿地方检察官小赛勒斯·万斯（英语：Cyrus Vance Jr.）宣布召集大陪审团，对前总统特朗普的房地产公司及特朗普集团进行刑事调查[155][156]。
- 5月26日，圣克拉拉交通局（英语：Santa Clara Valley Transportation Authority）在加利福尼亚州圣何塞发生大规模枪击案，造成9人死亡，枪手犯案后吞枪自杀[157]。
- 5月27日，能源部启动世界上最快、由人工智能驱动的超级计算机伯尔穆特（英语：Perlmutter (supercomputer)），性能达4FLOPS[158]。
- 5月30日，佛罗里达州海厄利亚爆发大规模枪击案，2人死亡，20人受伤[159]。

### 6月
- 6月1日，
  - 洛杉矶消防局（英语：Los Angeles County Fire Department）圣塔克拉利塔消防站爆发枪击案，1人消防员遇害，1人受伤[160]。
  - 新墨西哥州举行国会补选（英语：2021 New Mexico's 1st congressional district special election），填补德布·哈兰德辞任国会议员出任拜登政府内政部长所留下的空缺。梅兰妮·斯坦斯伯里（英语：Melanie Stansbury）最终凭借多数票胜出[161]。
- 6月2日，佛罗里达州坦帕男子保罗·阿拉德·霍奇金斯（Paul Allard Hodgkins）因在1月6日国会大厦暴动中闯入美国参议院议场被判有罪，是继乔恩·谢弗（英语：Jon Schaffer）后第二位获刑的男子[162]。
- 6月3日，联邦调查局宣布调查美国邮政署长路易斯·德乔伊的筹款活动[163]。
- 6月4日，
  - Facebook的全球独立监督委员会（英语：Oversight Board (Facebook)）宣布对前总统唐纳德·特朗普账号的封禁维持到2023年1月。特朗普此前因在Facebook发文支持国会大厦袭击被封号[164]。委员会还宣布不再赋予政治人物全面豁免，任何虚假或辱骂性的帖文将会被删除[165]。
  - 区域法官罗杰斯·贝尼特斯（英语：Roger Benitez）推翻加州的攻击性武器（英语：Assault weapon）禁令[166]。
  - 苹果公司向安排15万名员工回到办公室上班后，员工向总裁蒂姆·库克发出公开信，要求采取远程工作等更具灵活性的工作方式[167]。
- 6月5日，司法部宣布国会大厦袭击以来已有465人被捕，另有250名嫌犯的信息正在搜集中[168]。
- 6月6日，
  - 加州民主党籍众议员埃瑞克·史瓦維爾宣布向阿拉斯加州共和党籍众议院莫·布鲁克斯提请诉讼，指控他煽动1月6日的国会暴动[169]。
  - 参议员丹·沙利文、谭美·达克沃斯和克里斯·康斯乘坐波音C-17环球霸王III运输机短暂访问台湾[170]。
- 6月7日，
  - Twitter宣布封禁美国科学家丽贝卡·琼斯（英语：Rebekah Jones）的账号[171]。
  - 美国食品药品监督管理局20年来首度批准抗阿尔兹海默症药物Aducanumab[172]。
  - 副总统贺锦丽外访危地马拉，呼吁敦促移民不要前往边境地区，是她就任副总统以来首次外访[173][174]。
- 6月9日，总统拜登前往英国参加2021年七国集团峰会，为任内首次外访[175]。一周后出席2021年布鲁塞尔峰会[176]  。
- 6月10日，缅因州议会通过一项法案，允许州政府到2026年彻底停止投资化石燃料。若法案获得签署，缅因州将成为首个从化石燃料行业撤资的州份[177]。
- 6月12日，YouTube宣布封禁威斯康辛州共和党籍参议员羅恩·詹森的YouTube帐号，认为他违反社区方针推广未经验证的新冠病毒替代疗法[178]。
- 6月11–13日，美国六个州份爆发九起大规模枪击事件，至少10人死亡，50人受伤[179]。
- 6月14日，向新闻网站The Intercept泄露美国国家安全局俄羅斯干預2016年美國總統選舉调查报告，于2018年被判入狱的前情报专家蕾亞莉蒂·溫納刑满释放[180]。
- 6月15日，加州宣布计划不强制民众在户外运动时佩戴口罩[181]。全国新冠病毒死亡病例突破60万，与每年癌症死亡人数齐平[182]。
- 6月17日，
  - 《政客》取得民主党籍佛罗里达州国会议席候选人威廉·布拉多克的录音，显示他曾威胁派“俄罗斯和乌克兰的杀手小队”搞定共和党籍对手安娜·保利娜·卢纳[183]。
  - 众议院以268比161撤销2002年对伊拉克使用军事力量的授权（英语：Authorization for Use of Military Force Against Iraq Resolution of 2002）[184]。
  - 总统拜登签署行政命令，将六月节定为联邦假期（英语：Federal holidays in the United States）[185]。
- 6月20日，
  - 热带风暴克劳黛（英语：Tropical Storm Claudette (2021)）吹袭阿拉巴马州，造成10人在一场车祸中丧生，其中9人为儿童[186]。
  - 伊利诺伊州內珀維爾遭遇飓风吹袭，12所民宅被毁，6人受伤[187]。
- 6月22日，
  - 2021年纽约市长选举（英语：2021 New York City mayoral election）初选举行，首次采用排序複選制。[188]
  - 自封为社会主义者的社运人士印第安·沃尔顿（英语：India Walton）在2021年水牛城市长选举（英语：2021 Buffalo mayoral election）民主党初选中击败拜伦·布朗（英语：Byron Brown）。由于民主党候选人选情大好，极有可能在11月赢得市长选举，水牛城可能会成为1960年以来首座由社会主义者出任市长的城市[189]。
- 6月24日，
  - 佛罗里达州瑟夫赛德一座12层高的公寓楼发生倒塌，至少造成4人死亡，10人受伤，159人失联[190]。
  - 拜登总统表示已与两党参议员达成基建协议（英语：American Jobs Plan）[191]。
  - 自1月6日国会暴动以来，警方已逮捕500多名嫌疑人。司法部长梅域·加蘭表示首位嫌疑人因攻击媒体被捕[192]。
  - 纽约最高法院上诉部门暂停前纽约市市长魯迪·朱利安尼的律师执业资格[193]。
  - 微软发布新一代计算机操作系统Windows 11[194]。
  - 美国联邦航空管理局批准美国第七繁忙的机场（英语：List of the busiest airports in the United States）拉斯维加斯麦卡伦国际机场更名为哈里·瑞德国际机场[195]。
  - 华盛顿哥伦比亚特区东北部295号州际公路（英语：Interstate 295 (Maryland-District of Columbia)）一座人行天桥倒塌[196]。
- 6月25日，谋杀非裔美国男子乔治·弗洛伊德的前警察德里克·肖万被判22.5年监禁[197]。
- 6月26日，
  - 密歇根州沃什特瑙县和韦恩县一带遭遇雨带袭击，气象雷达图显示底特律部分地区雨量高达6英寸（150 mm），75号州际公路、94号州际公路和96号州际公路出现积水，数百车辆滞留[198]。
  - 新墨西哥州阿布奎基有热气球相撞，5人遇难[199]。
- 6月29日，
  - 新墨西哥州宣布休闲大麻合法化[200]。
  - 加州圣荷西市议会通过一项法案，强制要求持枪者为强制购买责任保护，同时每年就枪击案所引发的伤亡，向市政服务缴纳费用。圣荷西因此称为全美首个采用该措施的城市[201]。
- 6月30日，
  - 宾夕法尼亚州最高法院推翻比爾·寇司比的性侵犯罪行[202]。
  - 曼哈顿一大陪审团控告特朗普集團及其财务总监艾伦·魏塞尔贝格[203]。

### 7月
- 7月1日，
  - 洛杉矶警察局运送非法焰火到安全地带引爆的途中，出现爆炸事故，所幸事发地点远离闹市区，仅有17人受伤，部分建筑及车辆受损[204]。
  - 密歇根州州长格雷琴·惠特默宣布举行为期一个月的疫苗接种抽奖活动，参加者有机会赢得共500万美元的大奖（含一个200万美元的大奖，以及三个100万美元的小奖），以及为12岁至17岁人士提供的共50万奖学金（九个55000美元的大奖）。活动举行首日有464,698人申请参与，其中23,978人为符合资格的儿童。获奖者将于8月4日抽出[205]。
- 俄罗斯勒索软体组织REvil（英语：REvil）发动大规模网络攻击，数百间企业受害[206]。
- 7月6日，2021年纽约市长选举（英语：2021 New York City mayoral election）举行，民主党籍的艾瑞克·亞當斯胜出[207]。
- 7月7日，坦帕灣閃電在2021年史丹利盃總決賽中4比1击败蒙特利尔加拿大人，连续两年赢得史丹利盃[208]。
- 7月8日，美国律师迈克尔·阿维纳蒂（英语：Michael Avenatti）因敲诈耐克，被判监禁两年半[209]。
- 7月9日，
  - Twitter宣布封禁极右派政治评论员、白人民族主义者尼克·富恩特斯[210]。
  - 拜登总统签署一项包括72个行动的行政命令，对各行各业的大企业进行更严格的监管和审查，包括多家科技巨擘。相关政策包括禁止不竞争条款、抑制制造商限制部分产品的保修权限（英语：Electronics right to repair）、授权联邦贸易委员会指定数据收集指南、禁止线上市场的不公平竞争行为、下令食品药品监督管理局与联邦政府及美国原住民部落（英语：Tribe (Native American)）合作，从加拿大购买更加便宜的物品[211]。
  - 伊利诺伊州成为首个安排公立学校教授亚裔美国人历史的州份[212]。
- 7月12日，
  - 演员德雷克·贝尔因危害儿童罪被判处两年缓刑[213]。
  - 杰弗里·爱泼斯坦的挚友兼合作伙伴格希萊恩·麥克斯韋爾涉嫌性贩卖一案开庭审理[214]。
- 7月17日
  - 圣迭戈教士和華盛頓國民在國民球場进行比赛第六局期间遭遇枪击案，到周日再战[215]。
  - “好莱坞开膛手”迈克尔·加久洛（英语：Michael Gargiulo）被判死刑[216]。
- 7月20日，
  - 阿波罗11号成功登月52周年当天，杰夫·贝索斯与弟弟马克·贝索斯（英语：Mark Bezos）、82岁的沃利·冯克和18岁的奧利弗·戴門乘坐蓝色起源的新雪帕德火箭，从得克萨斯州范霍恩发射升空，数分钟后返回地球，是首个利用可重复使用火箭进行的载人航天飞行任务[217]。
  - 柯罗尼资本（英语：Colony Capital）创办人、唐纳德·特朗普顾问汤姆·巴拉克因向联邦调查局做出虚假陈述、为阿拉伯联合酋长国担任秘密特工而被起诉[218]。
  - 2021年NBA总决赛举行，密尔沃基雄鹿4比2战胜菲尼克斯太阳，赢得1971年（英语：1971 NBA Finals）来的首个总冠军[219]。
- 7月21日，
  - 电子游戏发行商动视暴雪面临加利福尼亚州公平就业和住房部（英语：California Department of Fair Employment and Housing）的大规模起诉，该部门此前进行为期两年的调查，发现该公司形成类似“兄弟会”的工作环境，女员工遭到性骚扰、歧视，且公开发表负面言论会被打击报复[220]。
  - 田纳西州建筑委员会宣布将內森·貝德福德·福雷斯特的雕像从田纳西州议会大厦搬到田纳西州博物馆（英语：Tennessee State Museum）[221]。
  - 密苏里州最高法院（英语：Supreme Court of Missouri）一致支持扩大医疗补助资格的2020年州宪法修正案[222]
- 7月27日，德克萨斯州举行国会补选（英语：2021 Texas's 6th congressional district special election），填补2月7日罗恩·赖特去世造成的空缺席位。共和党人杰克·埃尔泽凭借多数票胜出（53.27%）[223]。
- 7月28日，
  - 参议院67比32通过投资1.2万亿美元兴建基础设施的美国就业计划（英语：American Jobs Plan）[224]。
  - 佛罗里达州游泳运动员羅伯特·芬克取得美国在奥运会游泳比赛800米自由泳项目的首枚金牌[225]。
- 7月29日，
  - 电动卡车初创公司尼古拉公司创办人、亿万富翁特雷弗·米尔顿被判三项欺诈罪[226]。
  - 苏妮萨·李在奥运会女子体操个人全能比赛（英语：Gymnastics at the 2020 Summer Olympics – Women's artistic individual all-around）中获得冠军，赢得亚裔美国人的首枚奥运体操金牌[227]。
  - 佛蒙特州（英语：COVID-19 pandemic in Vermont）成为全美首个12至17岁青少年疫苗接种率70%的州份[228]。
- 7月30日，
  - 参议院以66比28通过启动美国就业计划（英语：American Jobs Plan）[229]。
  - 司法部裁定财政部必须将前总统特朗普的纳税申报表递交给国会[230]。
  - 凱勒布·德萊賽爾在奥运会男子100米蝶泳比赛（英语：Swimming at the 2020 Summer Olympics – Men's 100 metre butterfly）中以49.45秒打破世界纪录[231]。
- 7月31日，佛罗里达州游泳选手羅伯特·芬克在奥运会男子1500米自由泳比赛中赢得自迈克·奥布赖恩以来美国队的首枚金牌[232]。

### 8月
- 8月3日，纽约州总检察长莱蒂西亚·詹姆斯报称纽约州州长安德鲁·库默性骚扰（英语：Andrew Cuomo sexual harassment allegations）11名女性[233]。
- 8月4日，科罗拉多州地方法官（英语：United States magistrate judge）N·莱德·诺莱德（N. Reid Neureiter）宣布起诉质疑2020年大选结果的律师加里·D·菲尔德（Gary D. Fielder）和欧内斯特·约翰·沃克（Ernest John Walker）[234]。
- 8月6日，
  - 新泽西州健身房老板斯科特·K·费尔兰姆（Scott K. Fairlamb）和华盛顿州居民德夫林·D·汤普森被判在国会暴动中攻击美国国会警察，成为首批被判此罪的嫌疑人[235]。
  - 美国空手道运动员阿里尔·托雷斯（英语：Ariel Torres）在奥运会空手道男子组比赛中赢得铜牌，是美国在空手道项目的首面奖牌[236]。
  - 加州奇科附近的迪克西大火（英语：Dixie Fire）创下该州山火过火面积纪录[237]。
- 8月9日，国防部长劳埃德·奥斯汀要求全体现役军人到9月中旬前完成疫苗接种[238]。
- 8月10日，
  - 纽约州州长安德鲁·库默宣布辞职，8月24日生效[239]。
  - 参议院以69比30通过美国就业计划[240]。
  - 主權投票系統起诉保守新闻频道同一个美国新闻网、大全新闻及Overstock.com（英语：Overstock.com）行政总裁帕特里克·M·伯恩（英语：Patrick M. Byrne），指三者在2020年大选过后散播他们的阴谋论[241]。
- 8月11日，
  - 知名生命延續学者、SENS研究基金會首席科学官奥布里·大卫·尼古拉斯·杰士伯·德格雷因被控性骚扰两名女性离职[242]。
  - 参议院通过3.5万亿美元的纾困金方案[243]。
  - 参议院一直通过前内政部长肯·薩拉查的驻墨西哥大使（英语：United States Ambassador to Mexico）提名，他是首位获确认的大使提名人（英语：United States Ambassadors appointed by Joe Biden）[244]。
- 8月12日，
  - 美國普查局公佈2020年人口普查數據，顯示美國白人人口有史以來首次下降，人口增長創下大蕭條以來的最低點。然而，拉丁裔、亞裔和多種族（英语：Multiracial Americans）升幅最大，其中多種族升幅高達276%。拉丁裔首次成為加利福尼亞州佔比最多的人口，德克萨斯州的白人勉强保持最大，佔全國總人口0.4%。南部和西部地區升幅最大[245]。
- 8月13日，
  - 紐約州眾議院表示不會彈劾州長科莫[246]。
  - 化名“J.C.”的女性向法院起訴鲍勃·迪伦，指控對方於1965年對她進行性侵犯及相關罪行，迪倫否認有關指控[247]。
- 8月14日，
  - 隨著塔利班佔據阿富汗除喀布爾以外的所有地區，總統拜登宣佈向當地派駐5000名美軍，執行盟友避難行動[248]。
  - 完全接種2019冠狀病毒病疫苗的德克薩斯州州長格雷格·阿博特確診[249]。
  - 科羅拉多州州長（英语：Governor of Colorado）賈雷德·波利斯撤銷1860年代授權定居者屠殺“敵對印第安人”、引發沙溪大屠殺的兩項佈告[250]。
- 8月18日，被控敲詐勒索、性侵犯和賄賂罪的R&B歌手勞·凱利在紐約東區聯邦地區法院受審[251]。
- 8月19日，華盛頓特區國會圖書館、最高法院、國會大廈及附近的國會辦公室受汽車炸彈威脅關閉。紐約時報廣場也因出現可疑包裹而關閉[252]。
- 8月20日，阿拉米达县高级法院（英语：Alameda County Superior Court）裁定允許優步和DoorDash等基於APP的交通及運輸公司不將工人定位員工的2020年加利福尼亞州22號提案違憲。被列為案件被告的零工經濟公司聯盟表示會上訴[253]。
- 8月22日，左翼团体反法西斯主义运动和右翼团体驕傲男孩在俄勒冈州波特兰一间废弃的凱馬特超市爆发冲突[254]。
- 8月23日，食品药品监督管理局批准向16岁及以上人士接种辉瑞－BioNTech 2019冠状病毒病疫苗[255]。
- 8月24日，随着安德鲁·库默辞职，凱西·霍赫爾正式成为纽约州首位女州长[256]。
- 8月25日，美国区域法官琳达·薇薇安·帕克（英语：Linda Vivienne Parker）宣布制裁去年发起官司、推翻拜登总统在密歇根州胜选结果的西德尼·鮑威爾、林伍德等律师。琳达命令这些律师到家乡州份吊销或暂停律师执照[257]。
- 8月26日，拜登总统发表全国讲话，表示从阿富汗撤离美国公民的行动会继续进行，不会被恐怖袭击中断。他还表示美国会为13名美军士兵报仇，将“追杀”责任人，“让他们付出代价”[258]。
- 8月29日，颶風艾達在路易斯安那州福尔琼港（英语：Port Fourchon, Louisiana）登陆[259]。

### 9月
- 9月1日，
  - 《德克萨斯心跳法案》正式施行，禁止人工流产怀孕超过六周的婴儿[260]。
  - 自该日起，德克萨斯州居民未经训练或取得执照可持有手枪[261]。
  - 飓风艾达在纽约创下破纪录的降雨量，交通系统因暴涨洪水大面积瘫痪。当地宣布进入紧急状态[262]。
- 9月2日，
  - 飓风艾达在纽约等美国东北部地区造成超过45人死亡，洪水暴涨。救援人员继续搜救被困人士[263][264]。
  - 费城藤街高速公路（英语：Vine Street Expressway）因部分路段水浸被迫关闭。帕克镇广场（英语：Park Towne Place）居民楼因洪水撤离[265][266]。
- 9月3日，
  - 外号“匿名者Q萨满”的杰克·安杰利承认1月6日妨碍国会会议[267]。
  - 德克萨斯州法官格拉·盖博尔（Guerra Gamble）驳回德克萨斯州生命权组织（Texas Right To Life）就堕胎法案对美国计划生育联合会的起诉[268]。
- 9月8日，弗吉尼亚州里士满拆除了纪念碑大道的美利堅聯盟國将军羅伯特·E·李纪念像[269]。
- 9月9日，拜登总统签署新一份联邦疫苗接种要求，人员规模超100人的公司要安排员工接种疫苗，或是每周接受病毒检测，而接受联邦医疗保险或医疗补助的1700万医护工作者要求全面接种疫苗。新政预计影响1亿美国人[270]。
- 9月10日，鲁迪·朱利安尼前助理伊戈尔·弗鲁曼（英语：Igor Fruman）承认一项要求外国国民捐款的罪名[271]。
- 9月11日，
  - 九一一恐怖袭击20周年，美国多地举行纪念仪式[272]。
  - 英国网球选手艾玛·拉杜卡努在2021年美國網球公開賽女子單打比賽中以6比4、6比3直落两盘击败加拿大选手莱拉·费尔南德斯，成为公开赛时代首位通过预选赛赢得大满贯赛事的选手[273]。
  - 美国加利福尼亚北区联邦地区法院法官伊冯娜·冈萨雷斯·罗杰斯（英语：Yvonne Gonzalez Rogers）就Epic Games诉苹果公司案判下裁决，禁止苹果公司阻止手机游戏开发商将用户引导至第三方支付平台，并就此颁下禁令[274]。
- 9月14日，决定加文·纽森是否留任加利福尼亚州州长的罢免投票举行[275]，结果显示纽森成功留任。
- 9月16日，SpaceX发射灵感4号，为世界上首个全部由平民执行的宇宙轨道飞行任务[276]。
- 9月18日，右翼团体在美国国会大厦前举行平反1月6日集会（英语：Justice for J6 rally），声援被捕的国会大厦暴动份子。美国国会警察在大楼外建立围墙，并逮捕4人[277]。
- 9月20日，
  - 特朗普集团首席财务官艾伦·魏塞尔贝格前往纽约最高法院，参与检察官对前总统特朗普生意往来的调查[278]。
  - 2019冠状病毒病超越1918年西班牙流感，成为美国史上死亡人数最多的疫情[279]。
- 9月21日，
  - 总统拜登首次在联合国大会发言[280]。
  - 密歇根州州长格雷琴·惠特默宣布密歇根州将为电动载具建立电气化道路，属美国首例[281]。
- 9月23日，
  - 田纳西州科利尔维尔（英语：Collierville, Tennessee）爆发枪击案，13人死亡，枪手吞枪自杀[282]。
  - 负责调查1月6日国会暴动的众议院委员会向前总统唐纳德·特朗普的四名顾问及助理发出首批传票，要求交出文件及证词。四人分别为前白宫幕僚长马克·梅多斯、前白宫通讯副幕僚长丹·斯卡维诺、前国防部官员卡夏普·帕特尔和前特朗普顾问斯蒂芬·班农[283]。
- 9月24日，
  - 众议院通过保障堕胎权的《妇女健康保护法（英语：Women's Health Protection Act）》，回应最高法院拒绝阻止《德克萨斯心跳法案》生效[284]。
  - 福斯新闻频道宣布禁止鲁迪·朱利安尼及其儿子安德鲁·朱利安尼（英语：Andrew Giuliani）出镜三个月[285]
- 9月25日，蒙大拿州一辆列车脱轨（英语：2021 Montana train derailment），3人死亡[286]。
- 9月27日，
  - 格莱美奖歌手劳·凯利被联邦法院裁定犯有性侵犯妇女儿童罪，刑期不日宣布[287]。
  - 福特汽车斥资114亿美元生产电动车，计划在田纳西州设立一座新工厂，在肯塔基州设立两座充电公园，预计将创造约1.1万个就业岗位，是全美最大的电动车投资计划[288][289]。
- 9月29日，美国鱼类及野生动物管理局宣布23个物种因开发、入侵物种、伐木及污染的共同作用而灭绝[290][291]。
- 9月30日，
  - 布兰妮·斯皮尔斯的父亲詹姆斯·帕内尔·斯皮尔斯（英语：James Parnell Spears）被解除对布莱妮的监护权[292]。
  - 美国总统乔·拜登签署一项法案，额外向政府拨款到12月3日，帮助政府渡过停摆危机[293]。

### 10月
- 10月1日，最高法院确认大法官布雷特·卡瓦诺2019冠状病毒病检测呈阳性[294]。
- 10月3日，加利福尼亚州亨廷顿比奇发生大规模漏油事故，多个海滩因清理鸟与鱼死尸暂时关闭[295]。
- 10月5日，
  - 微软正式发布Windows 11[296]。
  - 长岛寓所被联邦调查局突袭后，纽约市警察局工会警长慈善协会（英语：Sergeants Benevolent Association）主席宣布辞职[297]。
  - 参议院确认达米安·威廉姆斯（英语：Damian Williams (lawyer)）出任美国纽约南区联邦地区法院检察官（英语：United States Attorney for the Southern District of New York），为该职位的首任非裔美国人[298]。
- 10月6日，
  - 化名“破案者”（Case Breakers）的执法人员组织声称黄道十二宫杀手的真身就是2018年去世的加里·弗朗西斯·波斯特（Gary Francis Poste）[299]。
  - 美国联邦法官罗伯特·皮特曼（英语：Robert L. Pitman）阻止德克萨斯心跳法案生效[300]。
- 10月7日，
  - 参议院以61票支持、38票反对结束对联邦债务的冗长辩论，50票支持、48票反对批准增加联邦债务[301][302]。
  - 8名前NBA球员被控诈骗医保，包括特里·威廉士、托尼·阿伦、香农·布朗和格伦·戴维斯[303]。
- 10月11日，原定4月举行的2021年波士顿马拉松（英语：2021 Boston Marathon）举行[304]。
- 10月12日，格雷琴·惠特默绑架未遂事件（英语：Gretchen Whitmer kidnapping plot）中五名被控联邦罪名的嫌犯在密歇根州大急流城受审[305]。
- 10月13日，在《星际旅行》中扮演进取号星舰舰长詹姆斯·柯克乘坐蓝色起源NS-18（英语：Blue Origin NS-18）号飞船深空，以90岁高龄成为最年长的太空人[306]。
- 10月19日，
  - 国会1月6日袭击事件特别委员会投票决定依藐视法庭罪，扣查前总统特朗普的顾问斯蒂芬·班农[307]。
  - 司法部起诉众议员杰夫·福腾伯里向联邦当局作出虚假陈述[308]。
  - 联邦调查局宣布突袭俄罗斯总统普京亲信奥列格·德里帕斯卡宅邸[309]。
- 10月20日，韦斯特切斯特县地方检察官宣布对特朗普集团展开刑事调查[310]。
- 10月21日，演员亚历克·鲍德温在拍摄电影《鲁斯特》期间，误用道具枪打死摄影哈里娜·哈钦斯、打伤导演乔尔·苏扎（英语：Joel Souza）[311]。
- 10月22日，美国纽约南区联邦地区法院裁定魯迪·朱利安尼前助理列夫·帕纳斯（英语：Lev Parnas）在2018年美国中期选举期间，进行金融犯罪活动，向共和党提供非法境外资金资助[312]。
- 10月28日，
  - Facebook首席执行官宣布公司更名为Meta[313]。
  - 《華爾街日報》報導，拜登政府考慮向被特朗普政府拘留期間遭受家庭分離的非法移民給予每人約45萬美元的賠償，而有些家庭可獲得近100萬美元的賠償[314][315]。
- 10月29日，MrBeast和马克·罗伯发起海洋团队（英语：Team Seas）计划，目标在年底前清理3000万磅海洋垃圾[316]。

### 11月
- 11月1日，美国最高法院就《德克萨斯心跳法案》展开辩论[317]。
- 11月2日，
  - 新泽西州和弗吉尼亚州举行州长选举，共和党籍的格伦·杨金和民主党籍的菲尔·墨菲分别胜选[318][319]。
  - 俄亥俄州举行国会第11选区补选（英语：2021 Ohio's 11th congressional district special election），填补玛西亚·福吉出任住房和城市发展部长所遗留的空缺。民主党籍的肖特尔·布朗（英语：Shontel Brown）胜选[320]。国会第15选区补选（英语：2021 Ohio's 15th congressional district special election）同日举行，填补斯蒂夫·斯蒂夫斯5月15日出任俄亥俄州商会主席所遗留的空缺。共和党籍的迈克·凯里胜选[321]。
- 11月3日，Smartmatic（英语：Smartmatic）宣布起诉保守新闻频道同一个美国新闻网和大全新闻，指控对方在2020年大选期间诽谤他们的投票用机器[322]。
- 11月4日，
  - 德克薩斯州律師公會召开调查听证会，启动多启动进程，决定律师西德尼·鲍威尔的命运[323]。
  - 美职篮宣布调查菲尼克斯太阳老板罗伯特·萨弗（英语：Robert Sarver）的性别歧视和种族主义指控[324]。
- 11月5日，
  - 美国众议院以228票支持、206票反对通过基礎設施投資和就業法案[325]。
  - 德州休斯敦的Astroworld音乐节发生踩踏事故（英语：Astroworld Festival crowd crush），8人死亡，300多人受伤[326]。
- 11月7日，阿拉巴马州土著纽博威尔·诺玛德（英语：Nimblewill Nomad）成为攀登阿帕拉契小徑的最年长者[327]。
- 11月8日，
  - 美国向欧盟、英国、中国、印度、南非、伊朗籍巴西开放非必要旅行签证[328]。
  - 主权投票系统宣布起诉福斯新闻频道母公司福斯公司及福斯广播公司，指控对方散播诽谤内容[329][330]。
- 11月9日，南达科他州议会（英语：South Dakota Legislature）就启动检察长杰森·拉文斯堡（英语：Jason Ravnsborg）的弹劾程序进行投票[331]。
- 11月11日，副总统贺锦丽在巴黎和平论坛发表讲话[332]。
- 11月12日，
  - 前美国总统顾问斯蒂芬·班农因拒绝向美國眾議院1月6日襲擊事件特別委員會作证及提供文件，被司法部控蔑视国会罪[333]。班农其后于11月15日向司法部门自首[334]。
  - 《華盛頓郵報》更正和刪除兩篇分別於2017年3月和2019年2月發表的「史蒂爾檔案（英语：Steele dossier）」報導的部分內容[335]。
- 11月15日，
  - 《基础设施投资和就业法案》经总统乔·拜登签字确认生效[336]。
  - 总统乔·拜登与中国领导人习近平举行线上会谈，双方就中美关系、台湾问题、阿富汗问题、伊朗核问题、朝鲜半岛局势、2019冠状病毒病疫情等问题交换意见，但未取得突破性进展[337]。
- 11月17日，共和黨亞利桑那州聯邦眾議員保羅·戈薩拉因為先前在社交媒體張貼了一段含有經修改的《進擊的巨人》動畫片段的視頻，描繪被加上自己樣貌的士兵持刀攻擊被加上民主黨眾議員亚历山德里娅·奥卡西奥-科尔特斯樣貌的巨人和巨人化的總統乔·拜登，遭到眾議院以223票支持對207票反對通過譴責[338]。
- 11月19日，基诺沙骚乱枪击案主犯凯尔·里滕豪斯获基诺沙县巡回法院陪审团裁定无罪[339]。
- 11月21日，威斯康星州沃科夏一年一度的圣诞巡游发生汽车冲撞事件，造成6人死亡，62人受伤。39岁肇事司机达里尔·E·布鲁克被警方逮捕，获指控五项谋杀罪名[340]。
- 11月23日，拜登政府宣布从战略石油储备释放5000万桶油，配合其他国家手段调控通货膨胀，同时调查石油公司的业务手段[341]。
- 11月24日，
  - 美国航空航天局启动双小行星改道测试项目，首次尝试偏转小行星轨道以保护地球[342]。
  - 艾哈迈德·阿伯里枪击案三名被告被判有罪[343]。
- 11月29日，Twitter联合创始人杰克·多西宣布辞任首席执行官，由首席技术官帕拉格·阿格拉瓦尔接任[344]。
- 11月30日，
  - 前白宫办公厅主任马克·梅多斯宣布接受美国1月6日委员会质询[345]。
  - 密歇根州牛津镇（英语：Oxford Township, Michigan）牛津高中爆发牛津高中枪击案，3人死亡，8人受伤[346]。

### 12月
- 12月1日，美国出现首宗Omicron变异株病例[347]。
- 12月6日，美国宣布不派外交官出席[[[Wikipedia:格式手册/链接#章節|錨點失效]]]2022年北京冬奥会，抗议中国侵犯镇压穆斯林少数民族群体和犯下其他侵犯人权的行为[348]。
- 12月9日，首届民主峰会在线上举行[349]。
- 12月10日，美国南部及中西部遭遇龙卷风突袭，造成重大财产损失，至少50人死亡[350]。
- 12月16日，经美国参议院投票确认，尼古拉斯·伯恩斯将接替特里·布兰斯塔德出任美国驻华大使[351]。
- 12月20日，Omicron取代Delta成为美国主流病毒株，占病例总数四分之三[352]。
- 12月29日，贩卖女童供已故亿万富翁杰弗里·爱泼斯坦性侵的英国名媛格希莱恩·麦克斯韦尔被联邦法院裁定五项罪名成立，包括一项人口贩卖罪[353]。
- 12月30日，科罗拉多州博尔德县爆发该州有史以来最严重的山火，数千人撤离[354]。